# 倉澤資成
倉澤 資成（くらさわ もとなり、1946年 - ）は、日本の経済学者。横浜国立大学名誉教授。理論経済学専攻。主要研究分野は、ファイナンス・企業金融の理論・法と経済。元日本銀行金融研究所国内顧問。日本経済学会代議員。過去には日本ファイナンス学会会長を務めた。法と経済学会理事。元京都大学経営管理大学院みずほ証券寄附講座教授。

## 学歴
- 1969年 - 早稲田大学理工学部数学科卒業。
- 1971年 - 早稲田大学経済学研究科理論経済学修士課程（博士前期課程）修了

## 職歴
- 1974年 - 横浜国立大学経済学部専任講師
- 1975年 - 横浜国立大学経済学部助教授、のちに教授。2012年定年退官

## 著書

### 単著
- 『入門｜価格理論』（日本評論社、初版1983年、第2版1988年、ISBN 9784535577121）
- 『株式市場』（講談社現代新書、1988年、ISBN 9784061489042）

### 編著
- 『市場価格と市場競争』（日本評論社、2005年、ISBN 9784535554528）

### 共著
- （浅子和美・加納悟）『マクロ経済学』（新世社、共著、初版1993年、ISBN 9784915787294、第2版2009年、ISBN 9784883841318）
- （若杉隆平・浅子和美）『構造変化と企業行動』（日本評論社、1995年、ISBN 9784535550124）
- （仁科一彦）『ポートフォリオ理論—基礎と応用』（中央経済社、2009年、ISBN 9784502669606）

### 論文
- 企業金融理論における経営者の役割 、 フィナンシャル・レビュー70号 、 2004/03